# Chesneya mongolica
Chesneya mongolica är en ärtväxtart som beskrevs av Carl Maximowicz. Chesneya mongolica ingår i släktet Chesneya och familjen ärtväxter. Inga underarter finns listade i Catalogue of Life.